# Trois vallées varésines
Cet article concerne la compétition masculine. Pour la compétition féminine, voir Trois vallées varésines féminines.
Les Trois vallées varésines (en italien : Tre Valli Varesine) sont une course cycliste professionnelle italienne.
La première édition de cette course a eu lieu en 1919. Jusqu'en 2014, elle est disputée durant le mois d'août et est la première des trois épreuves composant le Trittico Lombardo (les deux autres épreuves, la Coppa Agostoni et la Coppa Bernocchi, se déroulent les deux jours suivants). À partir de 2015, les Trois vallées varésines sont déplacées fin septembre, deux semaines après les deux autres courses.
La course des Trois vallées varésines fait partie de 2005 à 2019 de l'UCI Europe Tour, en catégorie 1.HC. En 2020, elle intègre l'UCI ProSeries, le deuxième niveau du cyclisme international.

## Palmarès
| Année   | Vainqueur                                                 | Deuxième                                                  | Troisième                                                 |
| ------- | --------------------------------------------------------- | --------------------------------------------------------- | --------------------------------------------------------- |
| 1919    | Pietro Bestetti                                           | Giovanni Scaioni                                          | Angelo Bianchi                                            |
| 1920    | Raimondo Rosa                                             | Carlo Spina                                               | Camillo Bertarelli                                        |
| 1921    | Luigi Gilardi                                             | Vincenzo Botta                                            | ?                                                         |
| 1922    | Domenico Piemontesi                                       | G. Vigano                                                 | L. Malinverni                                             |
| 1923    | Felice Brusatori                                          | Mario Bianchi                                             | V. Florini                                                |
| 1924    | Libero Ferrario                                           | V. Florini                                                | Luigi Magnotti                                            |
| 1925    | Giovanni Tizzoni                                          | Luigi Magnotti                                            | Aniceto Cattaneo                                          |
| 1926    | Mario Bonvicini                                           | Roberto Lorenzetti                                        | Aleardo Simoni                                            |
| 1927    | Renato Zanone                                             | Paolo Zanetti                                             | Aleardo Simoni                                            |
| 1928    | Battista Visconti                                         | Attilio Marangoni                                         | Aleardo Simoni                                            |
| 1929    | Ambrogio Morelli                                          | Alessandro Catalani                                       | Allegro Grandi                                            |
| 1930    | Albino Binda                                              | Luigi Ferrando                                            | Riccardo Proserpio                                        |
| 1931    | Luigi Giacobbe                                            | Francesco Camusso                                         | Michele Mara                                              |
| 1932    | Domenico Piemontesi                                       | Alfredo Bovet                                             | Luigi Giacobbe                                            |
| 1933    | Alfredo Bovet                                             | Remo Bertoni                                              | Luigi Macchi                                              |
| 1934    | Severino Canavesi                                         | Attilio Masarati                                          | Luigi Barral                                              |
| 1935    | Pietro Chiappini                                          | Ercole Rigamonti                                          | Edmondo Toccaceli                                         |
| 1936    | Cesare Del Cancia                                         | Michele Benente                                           | Enrico Mollo                                              |
| 1937    | Olimpio Bizzi                                             | Diego Marabelli                                           | Glauco Servadei                                           |
| 1938    | Gino Bartali                                              | Severino Canavesi                                         | Secondo Magni                                             |
| 1939    | Olimpio Bizzi                                             | Gino Bartali                                              | Adolfo Leoni                                              |
| 1940    | Cino Cinelli                                              | Mario Ricci                                               | Fausto Coppi                                              |
| 1941    | Fausto Coppi                                              | Olimpio Bizzi                                             | Gino Bartali                                              |
| 1942    | Luciano Succi                                             | Vasco Bergamaschi                                         | Mario De Benedetti                                        |
| 1943-44 | Éditions annulées en raison de la Seconde Guerre mondiale | Éditions annulées en raison de la Seconde Guerre mondiale | Éditions annulées en raison de la Seconde Guerre mondiale |
| 1945    | Adolfo Leoni                                              | Mario Ricci                                               | Gino Bartali                                              |
| 1946    | Enrico Mollo                                              | Mario Ricci                                               | Renzo Zanazzi                                             |
| 1947    | Fiorenzo Magni                                            | Mario Ricci                                               | Louis Thiétard                                            |
| 1948    | Fausto Coppi                                              | Gino Bartali                                              | Antonio Bevilacqua                                        |
| 1949    | Nedo Logli                                                | Vittorio Seghezzi                                         | Renzo Zanazzi                                             |
| 1950    | Antonio Bevilacqua                                        | Alfredo Martini                                           | Mario Ricci                                               |
| 1951    | Guido De Santi                                            | Alfredo Pasotti                                           | Pasquale Fornara                                          |
| 1952    | Giuseppe Minardi                                          | Alfredo Martini                                           | Arrigo Padovan                                            |
| 1953    | Nino Defilippis                                           | Marcello Pellegrini                                       | Bruno Monti                                               |
| 1954    | Giorgio Albani                                            | Rino Benedetti                                            | Giuseppe Minardi                                          |
| 1955    | Fausto Coppi                                              | Aldo Moser                                                | Giuseppe Minardi                                          |
| 1956    | Gastone Nencini                                           | Giorgio Albani                                            | Giuseppe Minardi                                          |
| 1957    | Germain Derijcke                                          | Ercole Baldini                                            | Angelo Conterno                                           |
| 1958    | Carlo Nicolo                                              | Aldo Moser                                                | Giorgio Tinazzi                                           |
| 1959    | Dino Bruni                                                | Giovanni Verucchi                                         | Armando Pellegrini                                        |
| 1960    | Nino Defilippis                                           | Rino Benedetti                                            | Angelo Conterno                                           |
| 1961    | Willy Vannitsen                                           | Carlo Azzini                                              | Diego Ronchini                                            |
| 1962    | Giuseppe Fezzardi                                         | Jos Hoevenaers                                            | Franco Balmamion                                          |
| 1963    | Italo Zilioli                                             | Franco Cribiori                                           | Guido De Rosso                                            |
| 1964    | Marino Vigna                                              | Antonio Bailetti                                          | Flaviano Vicentini                                        |
| 1965    | Gianni Motta                                              | Michele Dancelli                                          | Felice Gimondi                                            |
| 1966    | Gianni Motta                                              | Italo Zilioli                                             | Vito Taccone                                              |
| 1967    | Gianni Motta                                              | Giorgio Zancanaro                                         | Tommaso De Pra                                            |
| 1968    | Eddy Merckx                                               | Michele Dancelli                                          | Gianni Motta                                              |
| 1969    | Marino Basso                                              | Dino Zandegù                                              | Luciano Armani                                            |
| 1970    | Gianni Motta                                              | Eddy Merckx                                               | Felice Gimondi                                            |
| 1971    | Giancarlo Polidori                                        | Constantino Conti                                         | Italo Zilioli                                             |
| 1972    | Giacinto Santambrogio                                     | Marino Basso                                              | Michele Dancelli                                          |
| 1973    | Enrico Paolini                                            | Marcello Bergamo                                          | Italo Zilioli                                             |
| 1974    | Constantino Conti                                         | Giacinto Santambrogio                                     | Enrico Paolini                                            |
| 1975    | Fabrizio Fabbri                                           | Mauro Simonetti                                           | Serge Parsani                                             |
| 1976    | Francesco Moser                                           | Roger De Vlaeminck                                        | Gianbattista Baronchelli                                  |
| 1977    | Giuseppe Saronni                                          | Phil Edwards                                              | Valerio Lualdi                                            |
| 1978    | Francesco Moser                                           | Giovanni Battaglin                                        | Gianbattista Baronchelli                                  |
| 1979    | Giuseppe Saronni                                          | Pierino Gavazzi                                           | Roger De Vlaeminck                                        |
| 1980    | Giuseppe Saronni                                          | Pierino Gavazzi                                           | Silvano Contini                                           |
| 1981    | Gregor Braun                                              | Alessandro Paganessi                                      | Pierino Gavazzi                                           |
| 1982    | Pierino Gavazzi                                           | Claudio Torelli                                           | Gianbattista Baronchelli                                  |
| 1983    | Alessandro Paganessi                                      | Silvano Contini                                           | Serge Demierre                                            |
| 1984    | Pierino Gavazzi                                           | Gianbattista Baronchelli                                  | Marino Amadori                                            |
| 1985    | Giovanni Mantovani                                        | Giuseppe Saronni                                          | Pierino Gavazzi                                           |
| 1986    | Guido Bontempi                                            | Pierino Gavazzi                                           | Roberto Pagnin                                            |
| 1987    | Franco Ballerini                                          | Kjel Nilsson                                              | Marco Bergamo                                             |
| 1988    | Giuseppe Saronni                                          | Guido Bontempi                                            | Pierino Gavazzi                                           |
| 1989    | Gianni Bugno                                              | Charly Mottet                                             | Dirk De Wolf                                              |
| 1990    | Pascal Richard                                            | Claudio Chiappucci                                        | Thomas Wegmüller                                          |
| 1991    | Guido Bontempi                                            | Pascal Richard                                            | Gérard Rué                                                |
| 1992    | Massimo Ghirotto                                          | Pascal Richard                                            | Herbert Niederberger                                      |
| 1993    | Massimo Ghirotto                                          | Francesco Casagrande                                      | Bruno Cenghialta                                          |
| 1994    | Claudio Chiappucci                                        | Vladislav Bobrik                                          | Stefano Zanini                                            |
| 1995    | Roberto Caruso                                            | Angelo Lecchi                                             | Stefano Colagè                                            |
| 1996    | Fabrizio Guidi                                            | Andrea Tafi                                               | Massimo Donati                                            |
| 1997    | Roberto Caruso                                            | Dario Andriotto                                           | Marco Serpellini                                          |
| 1998    | Davide Rebellin                                           | Giuseppe Di Grande                                        | Maximilian Sciandri                                       |
| 1999    | Sergio Barbero                                            | Davide Rebellin                                           | Francesco Casagrande                                      |
| 2000    | Massimo Donati                                            | Davide Rebellin                                           | Daniele De Paoli                                          |
| 2001    | Mirko Celestino                                           | Paolo Valoti                                              | Gianluca Bortolami                                        |
| 2002    | Eddy Ratti                                                | Danilo Di Luca                                            | Laurent Dufaux                                            |
| 2003    | Danilo Di Luca                                            | Andrea Ferrigato                                          | Markus Zberg                                              |
| 2004    | Fabian Wegmann                                            | Danilo Di Luca                                            | Vladimir Duma                                             |
| 2005    | Stefano Garzelli                                          | Lorenzo Bernucci                                          | Damiano Cunego                                            |
| 2006    | Stefano Garzelli                                          | Rinaldo Nocentini                                         | Raffaele Ferrara                                          |
| 2007    | Christian Murro                                           | Alessandro Bertolini                                      | Kanstantsin Siutsou                                       |
| 2008    | Francesco Ginanni                                         | Non attribué                                              | Damiano Cunego                                            |
| 2009    | Mauro Santambrogio                                        | Francesco Masciarelli                                     | Alexandre Botcharov                                       |
| 2010    | Daniel Martin                                             | Domenico Pozzovivo                                        | Jérôme Baugnies                                           |
| 2011    | Davide Rebellin                                           | Domenico Pozzovivo                                        | Thibaut Pinot                                             |
| 2012    | David Veilleux                                            | Andrea Palini                                             | Danilo Di Luca                                            |
| 2013    | Kristijan Đurasek                                         | Francesco Manuel Bongiorno                                | Alexandr Kolobnev                                         |
| 2014    | Michael Albasini                                          | Sonny Colbrelli                                           | Filippo Pozzato                                           |
| 2015    | Vincenzo Nibali                                           | Sergey Firsanov                                           | Giacomo Nizzolo                                           |
| 2016    | Sonny Colbrelli                                           | Diego Ulissi                                              | Francesco Gavazzi                                         |
| 2017    | Alexandre Geniez                                          | Thibaut Pinot                                             | Vincenzo Nibali                                           |
| 2018    | Toms Skujiņš                                              | Thibaut Pinot                                             | Peter Kennaugh                                            |
| 2019    | Primož Roglič                                             | Giovanni Visconti                                         | Toms Skujiņš                                              |
| 2020    | Édition annulée en raison de la pandémie de Covid-19      | Édition annulée en raison de la pandémie de Covid-19      | Édition annulée en raison de la pandémie de Covid-19      |
| 2021    | Alessandro De Marchi                                      | Davide Formolo                                            | Tadej Pogačar                                             |
| 2022    | Tadej Pogačar                                             | Sergio Higuita                                            | Alejandro Valverde                                        |
| 2023    | Ilan Van Wilder                                           | Richard Carapaz                                           | Aleksandr Vlasov                                          |
| 2024    | Édition annulée en raison des conditions météorologiques  | Édition annulée en raison des conditions météorologiques  | Édition annulée en raison des conditions météorologiques  |